# ハンマード朝

ハンマード朝

ハンマード朝（アラビア語 : الحماديون al-Hammādīyūn / بنو حماد Banū Hammād）は、現在のアルジェリア北部を支配したベルベル人のイスラム王朝（1007年/1015年 - 1152年）。
ハンマード朝の始祖ハンマード・イブン＝ブルッギーンは、イフリーキヤ（現在のチュニジア）を中心にアルジェリア北部からリビア西部にかけての地域を支配したズィール朝の王族で、はじめズィール朝の宗主権下にアルジェの内陸にある都市アシールを統治していた。1007年、ハンマードはアシールの東に城塞都市ベニ・ハンマードを築いて移り、アルジェリアの支配を奪取した。1015年、ハンマードはズィール朝からの独立を宣言し、さらにエジプトを支配するシーア派のファーティマ朝と断交してスンナ派のアッバース朝をカリフとして承認した。
1050年、ファーティマ朝によってアラブ遊牧民（ベドウィン）の大集団がマグリブ（北アフリカ西部）に送り込まれ、主にチュニジアに住み着いた彼らによってズィール朝は甚大な被害を受けるが、ハンマード朝はズィール朝との対抗上アラブ人たちと友好関係を結び、アルジェリアの平原に彼らを迎え入れて住まわせた。1080年頃からは西の現在のモロッコで興り、アルジェリア北西部を併合したムラービト朝が侵攻してくるが、アラブ遊牧民の支援によって防いだ。
しかしこのことはアラブ遊牧民の干渉を受けて王朝が脅かされる事態を招き、ハンマード朝は1090年にアラブの影響力を受けやすい内陸部の首都カルアを放棄して地中海沿岸のビジャーヤに移った。北遷後のハンマード朝はもはや内陸への支配力を失ってビジャーヤからアルジェにかけてのアルジェリア中部の沿海部をわずかに支配する小国へと転落した。弱体化後のハンマード朝は、なおもビジャーヤで半世紀強にわたって王朝を保ったが、1152年になってムラービト朝に取って代わった新興のムワッヒド朝に征服された。
ハンマード朝は、イスラム帝国の支配が始まって以来、イフリーキヤ（チュニジア）とフェス（モロッコ）の政権によって分割的に支配されることしかなかった現在のアルジェリアの沿岸地域において、初めてアルジェリアを本拠とする政権として存立したことに歴史上の大きな意義がある。また、この時代に内陸部に多くのアラブ遊牧民が到来したことは、アラブの征服以降もベルベル語が優勢であったこの地域の再アラブ化が進む上で大きな転機となった。